# مایکل میوکیزی
مایکل برنارد میوکِیْزی (انگلیسی: Michael Bernard Mukasey; ‎/m[invalid input: 'ju:']ˈkeɪzi/‎؛ زادهٔ ۲۸ ژوئیهٔ ۱۹۴۱) وکیل و قاضی سابق فدرال است که به عنوان ۸۱مین دادستان کل ایالات متحده آمریکا فعالیت کرد. او پس از استعفای آلبرتو گونزالس از سوی رئیس‌جمهور جرج دابلیو بوش به این سمت منصوب شد. او پیشتر ۱۸ سال به عنوان قاضی ناحیه ای ایالات متحده در دادگاه ناحیه ای ایالات متحده برای ناحیه جنوبی نیویورک فعالیت کرد که شش سال از آن را قاضی ارشد بود. او دومین دادستان کل یهودی آمریکا و هم‌اکنون از شرکای شرکت حقوقی بین‌المللی دِبِوویس و پلیمتن است.